# Meentweg 49
Meentweg 49 is een gemeentelijk monument aan de Meentweg in Eemnes in de provincie Utrecht. 
De langhuisboerderij uit de 18e eeuw was lange tijd in bezit van de familie Van 't Klooster. De boerderij werd in 1972 omgebouwd tot woonhuis. Het met riet gedekte pand heeft een voordeur in de voorgevel. Het bovenlicht ervan is versierd met een levensboom. Achter het pand staat een met riet gedekte hooiberg. Aan de rechterzijde staat een zomerhuisje.